# McGregor Museum
Le McGregor Museum est un musée situé à Kimberley en Afrique du Sud.

## Histoire
Le bâtiment qui hérberge le musée est érigé en 1897 comme un hôtel de luxe à la demande de Cecil John Rhodes.
Fondé le 24 septembre 1907, le musée couvre également sept organisations satellites : la galerie Duggan-Cronin, le Alexander McGregor Memorial Museum, Dunluce, le Memorial to the Pioneers of Aviation, le Magersfontein Battlefield et le Wonderwerk Cave and Site Museum.
À sa fondation, il est dirigé par la botaniste et géologue sud-africaine Maria Wilman (1867–1957), qui y fonde un herbier qui comporte près de 7000 feuilles quand elle prend sa retraite.
En 1981, le McGregor Museum participe avec le SA Air Force (SAAF) Museum à l'ouverture du The Pioneers of Aviation Museum à Kimberley, là où les premiers aviateurs militaires du pays ont été formés au vol aérien.

## Activités
En association avec des équipes de recherche du San Diego Zoo Safari Park, du zoo de Cologne, du zoo de Wuppertal et de l'Université de l'Illinois, le département zoologie du McGregor Museum participe au Black-footed Cat Working Group (BFCWG) qui travaille à améliorer la compréhension de la biologie reproductive, de l'écologie, de la santé et de la génétique du Chat à pieds noirs (Felis nigripes), un petit félin du sud de l'Afrique. Le McGregor Museum est un soutien logistique en Afrique de Sud : il fournit et entretient le véhicule tout-terrain nécessaire au comptage de nuit et stocke tout le matériel de recherche.
Le McGregor Museum est géré par le South African National Museums. Le McGregor Museum gère de nombreux sites archéologiques, dont la grotte de Wonderwerk.

## Fantômes
La ville de Kimberley a la réputation d'être la ville la plus hantée au monde, et le McGregor Museum ne fait pas exception à cette réputation.